# 臺北城市科技大學
臺北城市科技大學（英語：Taipei City University of Science and Technology，TPCU），簡稱城市科大、北城科大、城科大，是一所位於臺北市北投區的私立科技大學。

## 沿革
光武工業專科學校成立於1971年3月17日，2012年2月1日正式登記名稱定為「城市學校財團法人臺北城市科技大學」。
1971年創立「光武工業專科學校」，簡稱「光武工專」，設有機械工程、電機工程、電子工程、化學工程四科，地址為「臺北市北投區一德街151號」，創立之初僅具有五年制專科部。
1987年增設二年制專科夜間部。
1988年增設二年制專科日間部。
1994年增設資訊管理科，並更名為「光武工商專科學校」，簡稱「光武專校」。
1995年增設國際貿易科。
1996年增設應用外語科。
1997年增設餐飲管理科。
1998年增設企業管理科。
1999年增設進修學校暨在職專班。
2000年8月1日改制為「光武技術學院」，簡稱「光武技院」。除仍附設專科部外，並成立四年制大學部。
2001年增設進修學院及二年制技術系在職專班。
2002年增設電腦與通訊工程系、資訊傳播系、資訊管理系、觀光與餐飲旅館系，成立研究所，招收碩士班。
2004年增設國際貿易系、應用外語系、餐飲管理系、企業管理系、財經法律系。10月1日更名為「北台科學技術學院」，簡稱「北台學院」。同年7月20日學校門牌由「一德街151號」改編為學園路2號。
2005年增設生物科技系、運動健康與休閒系。
2006年增設化妝品應用與管理系。更名「北台灣科學技術學院」，簡稱「北台灣學院」，同時教育部明示未來改名科技大學時，不得以「北台灣科技大學」為校名，理由是和國立臺灣科技大學、國立臺北科技大學等校太過相似。
2007年增設電子商務研究所、招收燃料電池與嵌入式系統產業研發碩士專班。
2010年增設會議展覽服務業（專業人員）學位學程；資訊傳播系更名為「數位多媒體設計系」。
2011年5月向教育部提案改名科技大學，獲教育部同意籌備半年。同年9月，「休閒健康事業研究所」開始招生。
2011年12月25日掛牌「臺北城市科技大學」，簡稱「城市科大」，翌年2月1日正式更名。
2012年增設演藝事業學士學位學程；國際貿易系改名行銷與流通管理系；8月1日電子工程系正式更名資訊工程系。同年規劃興建奇岩校區「原育英中學地址」地址面積11,751.05平方公尺。
2013年增設旅館事業管理學士學位學程、烘焙創意與經營管理學士學位學程。
2014年運動健康與休閒系改名休閒事業系；運動休閒事業研究所改名為休閒事業系碩士班。
2015年10月英文校名微調，以City取代Chengshih。
2016年增設流行音樂事業學士學位學程。
2019年行銷與流通管理系停招二技進修部、二專夜間部，增設四技進修部。停招演藝事業學士學位學程，增設演藝事業系。
2020年停招流行音樂事業學士學位學程，增設流行音樂事業系。
2021年會議展覽服務業學位學程併入行銷與流通管理系，同年資訊管理系併入企業管理系。
2023年宣布自114學年度起旅館事業管理學士學位學程併入觀光事業系。

## 歷任校長
| 任別 | 姓名   | 起啟日期  | 卸任日期  |
| ---- | ------ | --------- | --------- |
| 1    | 單繩武 | 1971年8月 | 1991年7月 |
| 2    | 胡亞飛 | 1991年8月 | 1992年7月 |
| 3    | 鄒宏基 | 1992年8月 | 2006年7月 |
| 4    | 連信仲 | 2006年8月 | 2020年7月 |
| 代理 | 胡宇正 | 2020年8月 | 2021年4月 |
| 5    | 馮美瑜 | 2021年5月 | 至今      |

## 學術單位
| 工程學院 | 機械工程系暨機電整合碩士班 車輛組 航空組 | 電機工程系       |
| 工程學院 | 資訊工程系                               | 電腦與通訊工程系 |

| 商管學院 | 企業管理系暨電子商務碩士班 | 行銷與流通管理系 |
| 商管學院 | 數位多媒體設計系           | 應用外語系       |

| 民生學院 | 餐飲事業系               | 觀光事業系                     |
| 民生學院 | 休閒事業系暨碩士班       | 時尚造型事業系                 |
| 民生學院 | 演藝事業系               | 烘焙創意與經營管理學士學位學程 |
| 民生學院 | 旅館事業管理學士學位學程 | 流行音樂事業系                 |

| 通識教育中心 | 語文中心 | 體育中心 |

## 國際學術交流
| \| 亞洲 俄羅斯 - 莫斯科杜納國際大學 - 又石大學 印度 - 聖若望鮑思高理工學院 越南 - 越南河靜大學 - 順化大學直屬外語大學 - 順化醫科專科學 - 鴻龐大學 新加坡 - 亞洲博睿學院 - 東亞管理學院 菲律賓 - 菲律賓基督教靈惠學院 - 伊利蜜歐學院 印度尼西亞 - 印尼瑪中大學 日本 - 大阪產業大學 - 片柳學園-日本工學院專門學校 - 好萊塢美容美髮專修學院 - 京都理髮美容專修學院 - 日本東京誠心料理專修學校 - 學校法人上田學院(大阪漫畫綜合藝術工科大學) - 日本電子專門學校 - 學校法人西大和學園 - 鹿耳島國際大學 - 日本神戶YMCA學院專門學校 - 日本城西大學 - 日本神戶市立工業高等專科學校 - 琉球大學 \| 澳門 - 澳門科技大學 香港 - 太陽國際馬業控股集團有限公司 中國 - 鞍山師範學院 - 貴州銅仁學院 - 成都信息工程大學 - 大紅鷹學院 - 蘭州城市學院 - 浙江商業職業技術學院 - 浙江經貿職業技術學院 - 石家莊工程技術學院 - 浙江經貿職業技術學院 - 成都東軟學院 - 青島職業技術學院 - 廣東東軟學院 - 日照職業技術學院 - 山東行政學院 - 昆明理工大學 - 山東理工大學 - 山西運城職業技術學院 - 雲南師範大學 - 成都信息工程學院 - 貴州大學明德學院 - 西安工業大學 - 山東濟南市蒞校 - 福州外語外貿學院 - 浙江農林大學 - 廣州鐵路職業技術學院 - 湖南機電職業技術學院 - 上海材料工程學校 - 上海立達職業技術學院 - 華中科技大學文華學院 - 吉林大學 - 浙江交通職業技術學院 - 天津交通职业技术学院 - 天津铁道职业技术学院 - 滁州职业技术学院 \| 澳洲 - EAI.TAI學院 - 澳大利亞MEEE健康美容學院 - 歐立和教育機構(OES) - 亞洲國際教育學院 新西兰 - 太平洋國際酒店管理學院 - 維特力亞理工學院 美洲 美国 - 西來大學 - 夏威夷太平洋大學 加拿大 - 加拿大優橋學院 - 加拿大博學學院 - 厄瓜多爾天主教大學 歐洲 英国 - 女皇大學 - 諾丁漢特倫特大學 - 國立密德薩斯大學 - 桑德蘭大學 瑞士 - 餐飲管理學院 - 國際酒店及商業管理學院 \| | | |
| 俄羅斯 - 莫斯科杜納國際大學 - 又石大學 印度 - 聖若望鮑思高理工學院 越南 - 越南河靜大學 - 順化大學直屬外語大學 - 順化醫科專科學 - 鴻龐大學 新加坡 - 亞洲博睿學院 - 東亞管理學院 菲律賓 - 菲律賓基督教靈惠學院 - 伊利蜜歐學院 印度尼西亞 - 印尼瑪中大學 日本 - 大阪產業大學 - 片柳學園-日本工學院專門學校 - 好萊塢美容美髮專修學院 - 京都理髮美容專修學院 - 日本東京誠心料理專修學校 - 學校法人上田學院(大阪漫畫綜合藝術工科大學) - 日本電子專門學校 - 學校法人西大和學園 - 鹿耳島國際大學 - 日本神戶YMCA學院專門學校 - 日本城西大學 - 日本神戶市立工業高等專科學校 - 琉球大學 | 澳門 - 澳門科技大學 香港 - 太陽國際馬業控股集團有限公司 中國 - 鞍山師範學院 - 貴州銅仁學院 - 成都信息工程大學 - 大紅鷹學院 - 蘭州城市學院 - 浙江商業職業技術學院 - 浙江經貿職業技術學院 - 石家莊工程技術學院 - 浙江經貿職業技術學院 - 成都東軟學院 - 青島職業技術學院 - 廣東東軟學院 - 日照職業技術學院 - 山東行政學院 - 昆明理工大學 - 山東理工大學 - 山西運城職業技術學院 - 雲南師範大學 - 成都信息工程學院 - 貴州大學明德學院 - 西安工業大學 - 山東濟南市蒞校 - 福州外語外貿學院 - 浙江農林大學 - 廣州鐵路職業技術學院 - 湖南機電職業技術學院 - 上海材料工程學校 - 上海立達職業技術學院 - 華中科技大學文華學院 - 吉林大學 - 浙江交通職業技術學院 - 天津交通职业技术学院 - 天津铁道职业技术学院 - 滁州职业技术学院 | - EAI.TAI學院 - 澳大利亞MEEE健康美容學院 - 歐立和教育機構(OES) - 亞洲國際教育學院 新西兰 - 太平洋國際酒店管理學院 - 維特力亞理工學院 美国 - 西來大學 - 夏威夷太平洋大學 加拿大 - 加拿大優橋學院 - 加拿大博學學院 - 厄瓜多爾天主教大學 英国 - 女皇大學 - 諾丁漢特倫特大學 - 國立密德薩斯大學 - 桑德蘭大學 瑞士 - 餐飲管理學院 - 國際酒店及商業管理學院 |

## 歷年日間部師生比及新生註冊率
- 112學年度日間部學生人數6877，專任老師人數200，日間部師生比34.39（學生數/老師數）。[8]

- 112學年度新生註冊率71.38%。
- 113學年度新生註冊率73.59%。

## 外部連結
- 臺北城市科技大學 （页面存档备份，存于）